# Bike VV
O Bike VV foi um sistema de compartilhamento de bicicletas implantado em Vila Velha. Teve início no dia 09 de março de 2018, e operado pela concessionária Tembici. O sistema foi lançado com a pretensão de disponibilizar 200 bicicletas distribuídas igualmente entre 20 estações.
As bicicletas eram disponíveis todos os dias da semana, de 5h à meia-noite. Para usar o sistema compartilhado, era preciso preencher um cadastro pelo site ou aplicativo, e utilizando um cartão de crédito, escolher um dos planos. 
O Bike VV é um dos sistemas de bicicletas compartilhadas de maior sucesso do país. [carece de fontes?]

## Estações
Ao todo são vinte estações de bicicletas compartilhadas na cidade:
Curva da Sereia (Praia da Costa);
- Interseção entre as avenidas Champagnat e Antônio Gil Veloso (Praia da Costa);
- Interseção entre a Rua Maranhão e a Avenida Antônio Gil Veloso (Praia de Itapoã);
- Interseção entre as avenidas Jair de Andrade e Antônio Gil Veloso (Praia de Itapoã);
- Avenida Estudante José Júlio de Souza (Praia de Itaparica) – próximo ao Bob’s;
- Interseção entre a Rua Itaiabaia e a Avenida Estudante José Júlio de Souza (Praia de Itaparica);
- Avenida Estudante José Júlio de Souza (Praia de Itaparica) – próximo à Praça do Ciclista;
- Interseção da Rua Dylio Penedo com a Rodovia do Sol (Praia de Itaparica) - próximo a Embratel.
- Praça Otávio Araújo, na esquina com a Rua Frei Pedro Palácios (Prainha);
- Rua Helena Modenese, na interseção com a Avenida Champagnat – ao lado do McDonald’s (Centro);
- Praça Duque de Caxias (Centro);
- Interseção da Avenida Jerônimo Monteiro com a Rua Nossa Senhora da Penha (Centro);
- Rua Santa Cruz, na interseção com a Rua Santa Rosa (Glória);
- Praça Meyerfreund/Praça da Garoto (Glória);
- Interseção da Rua Santa Terezinha com a Avenida Carlos Lindenberg – próximo ao Pronto Atendimento (PA) da Glória;
- Avenida Santa Leopoldina – próximo à sede administrativa da Prefeitura de Vila Velha (Coqueiral de Itaparica);
- Interseção da Rua Cabo Aylson Simões com a Avenida Gonçalves Lêdo – próximo ao Terminal de Vila Velha (Divino Espírito Santo);
- Praça de Coqueiral de Itaparica;
- Praça Dom Cavatti (Itapuã);
- Avenida Jerônimo Monteiro – próximo ao Shopping da Terra (Centro)

## Planos
- Plano Diário - R$ 5,40
- Plano Para 3 dias - R$ 8,10
- Plano Mensal - R$ 10,80
- Plano Anual - R$ 67,50